# Ртутний випрямляч
Ртутний випрямляч — іонний прилад, який має властивість односторонньої провідності і використовується для перетворення змінного струму в струм постійний за допомогою дугового розряду, що відбувається в парах ртуті при низькому тиску.
Винайдені у 1902 Пітером Купером Хеввітом, ртутні випрямлячі використовувалися для постачання електроенергії до промисловості, залізниці, трамваї, локомотивів, а також для радіопередавачів і високовольтних ліній постійного струму. Вони були основним способом для випрямляння струму великої потужності до винайдення напівпровідникових випрямлячів, таких як діоди, тиристори, GTO-тиристори в 1970 рр. З початку винайдення ці випрямлячі замінили ртутні через їх вищу надійність, нижчу ціну та вартість обслуговування та нижчи ризики для екології.
В основі своїй ртутний вентиль являють собою скляну або металеву посудину з катодом з рідкої ртуті, одним або декількома анодами та допоміжними електродами — додатковими анодами або запалювачами. Повітря з посудин відкачується до тиску приблизно 10-4 мм рт.ст і середовище випрямляча заповнюється випарами ртуті.
Випрямлячі поділяються на випрямлячі з одноразовим запалюванням — екситрони і випрямлячі, що потребують примусового запалювання при кожному напівперіоді — ігнітрони.
Ртутні випрямлячі виготовлялися з одним анодом для однонапівперідоного випрямляча, двома анодами для двохнапівперіодного однофазного випрямляча, 6 і 12 анодами для випрямляння трьохфазного струму.
Найпотужніші багатофазні ртутні випрямлячі виконуються в металевих розбірних корпусах і постачаються установками відкачування безперервної дії. Вентилі малої потужності виконуються в нерозбірних скляних колбах з відростками для впайки анодів

## Переваги
- Відносно низьке падіння напруги (15-20В) за значних струмів
- Немає необхідності в розжаренні катода (порівняно з кенотронами і газотронами(інші мови))
- Простота, відсутність рухомих частин (порівняно з умформерами)
- Ігнітронні установки дозволяють регулювати напругу і струм, що випрямляється, в широких межах

## Недоліки
- Скляні вакуумовані колби крихкі і не витримують ударів
- Випрямлячі чутливі до тряски та поштовхів під час роботи, через що може виникнути зворотне запалювання і коротке замкнення трансформатора через випрямляч
- Потужні установку безперервної роботи вимагають обслуговування вакуумного насосу і насосу примусового охолодження